# Liste der italienischen Botschafter in Schweden
Die Liste umfasst die italienischen Diplomaten, die in Schweden als Gesandter oder Botschafter akkreditiert waren.

## Amtsinhaber (unvollständig)
| Beginn der Amtszeit | Ende der Amtszeit | Amtsinhaber                         | Anmerkung       |
| ------------------- | ----------------- | ----------------------------------- | --------------- |
| 1879                | 1886              | Federico Costanzo Spinola           | Gesandter       |
| 1920                | 1921              | Giuseppe Colli di Felizzano         | Gesandter       |
| 1932                | 1935              | Gaetano Paternó di Manchi di Bilici | Gesandter       |
| 1962                | 1968              | Benedetto Capomazza di Campolattaro |                 |
| 1970                |                   | Enrico Guastone Belcredi            |                 |
| 1970                | 1973              | Luigi Valdettaro della Rocchetta    |                 |
| 1979                | 1983              | Mario Prunas                        |                 |
| 1984                |                   | Stefano Rastrelli                   | Geschäftsträger |
| 1986                | 1990              | Giuseppe Maria Borga                |                 |
| 1991                | 1996              | Onofrio Solari Bozzi                |                 |
| 1998                | 2001              | Alessandro Quaroni                  |                 |
| 2002                | 2005              | Giulio Cesare Vinci Gigliucci       |                 |
| 2005                | 2007              | Francesco Caruso                    |                 |
| 2007                | 2010              | Anna Della Croce di Dojola          |                 |
| 2010                | 2013              | Angelo Persiani                     |                 |
| 2013                | 2017              | Elena Basile                        |                 |
| 2017                |                   | Mario Cospito                       |                 |